# Huntington Park, California
Huntington Park, California là một thành phố thuộc quận Los Angeles trong tiểu bang California, Hoa Kỳ. Thành phố có tổng diện tích 3,016 dặm vuông Anh (7,81 km2), trong đó diện tích đất là 3,013 dặm vuông Anh (7,80 km2). Theo điều tra dân số Hoa Kỳ năm 2010, thành phố có 58.114 người. Khu vực có độ cao trung bình 52 mét. Thành phố được đặt tên theo Henry Huntington.